# کرنودیا د منتسانت
کرنودیا د منتسانت (به اسپانیایی: Cornudella de Montsant) یک شهرستان در اسپانیا است که در استان تاراگونا واقع شده‌است.

## خصوصیات
کرنودیا د منتسانت ۶۳٫۵ کیلومترمربع مساحت و ۱٬۰۱۵ نفر جمعیت دارد و ۵۳۳ متر بالاتر از سطح دریا واقع شده‌است.